# Karl Hjortnæs
Karl Lauritsen Hjortnæs (* 19. April 1934 in Hjørring, Region Nordjylland) ist ein dänischer Politiker der Socialdemokraterne, der mit Unterbrechungen 20 Jahre lang Mitglied des Folketing sowie Justizminister, Minister für Steuern und Abgaben und Fischereiminister war.

## Leben

### Studium und berufliche Laufbahn
Hjortnæs war der Sohn von Niels Christian Lauritsen Hjortnæs, der zwischen 1953 und 1964 ebenfalls Mitglied des Folketing war. Nach dem Schulbesuch begann er 1953 ein Studium der Medizin an der Universität Aarhus und engagierte sich dort im sozialdemokratischen Studentenverband Frit Forum, dessen Vorsitzender er von 1955 bis 1957 war. Daneben war er zeitweilig Lehrer in den Vertrauensmannkursen des Arbeiterbildungsverbandes AOF (Arbejdernes Oplysningsforbund), wodurch sein Engagement in der Verwaltungs- und Organisationsarbeit in sozialdemokratischen Verbänden begann. Nachdem er das Medizinstudium nicht abgeschlossen hatte, begann er ein Studium der Rechtswissenschaften, das er 1968 als Candidatus juris (Cand. juris) beendete. Neben seinem Studium arbeitete er als Lehrer für Forsvarets Civilundervisning, einer zwischen 1952 und 1973 bestehenden Organisation für politische Bildung in den dänischen Streitkräften.
Nach Abschluss des Studiums begann Hjortnæs 1968 eine berufliche Tätigkeit in der Sozialverwaltung als Berater für Rehabilitation bis 1973 und war zugleich von 1970 bis 1972 Vorsitzender der Rehabilitationsberatervereinigung von Dänemark.

### Abgeordneter und Justizminister
Gleichzeitig begann er sein politisches Engagement in der Socialdemokraterne, als er bei den Wahlen am 23. Januar 1968 im Wahlkreis Æbeltoft erfolglos erstmals für ein Abgeordnetenmandat im Folketing kandidierte. Bei den Wahlen vom 21. September 1971 wurde er im Wahlkreis Skanderborg erstmals als Mitglied des Folketing gewählt und gehörte diesem bis 1973 an. Er gehörte zu den EG-Skeptikern innerhalb seiner Partei und war zwischen 1971 und 1972 Vorsitzender des Ausschusses von Sozialdemokraten gegen die EG. Nach dem Beitritt Dänemarks zu den Europäischen Gemeinschaften 1973 blieb er dieser Haltung treu und setzte sich für einen Wiederaustritt ein.
Am 27. September 1973 wurde Hjortnæs von Ministerpräsident Anker Jørgensen als Nachfolger von Knud Axel Nielsen zum Justizminister (Justitsminister) in dessen Kabinett berufen und gehörte diesem bis zum Ende von Jørgensens Amtszeit am 19. Dezember 1973 nach der Niederlage der Socialdemokraterne bei den Wahlen vom 4. Dezember 1973 an.
Im Anschluss wurde er 1974 Sekretär der dänischen Sozialverwaltung (Socialstyrelsen), ehe er bei den Wahlen vom 9. Januar 1975 wieder zum Mitglied des Folketing gewählt wurde und dieses Mal bis zu den Wahlen am 8. September 1987 den Wahlkreis Aarhus IV vertrat. Im Folketing befasste er sich vor allem mit Steuerpolitik und war zwischen 1975 und 1976 sowie erneut von 1977 bis 1979 Vorsitzender des Ausschusses für Steuern und Abgaben (Skatte- og Afgiftsudvalget). Dort fiel er durch zum Teil kontroverse Standpunkte auf wie zum Beispiel gegen die Höhe von Arzthonorare.

### Fraktionsvorsitzender, Steuer- und Abgaben- sowie Fischereiminister
Nachdem Dorte Bennedsen im Januar 1979 Unterrichtsministerin wurde, wurde Hjortnæs ihr Nachfolger als Vize-Vorsitzender der Fraktion der Socialdemokraterne im Folketing, was als Zugeständnis an den linken Flügel der Sozialdemokraten zu sehen war. Als schließlich Kjeld Olesen bei der Europawahl 1979 zum Mitglied des Europäischen Parlaments gewählt wurde, folgte er diesem im Sommer 1979 zeitweilig als politischer Führer der Sozialdemokraten im Folketing.
Ministerpräsident Jørgensen ernannte ihn am 26. Oktober 1979 als Nachfolger von Anders Andersen vom Venstre zum Minister für Steuern und Abgaben (Skatte- og Afgiftsminister) in dessen neuer Regierung, nachdem die Sozialdemokraten nach der Wahl vom 23. Oktober 1979 wieder eine Alleinregierung bilden konnten. Dieser gehörte er bis zum 20. Januar 1981 an und wurde dann von seinem Parteifreund Mogens Lykketoft abgelöst. Im Rahmen dieser Kabinettsumbildung übernahm er selbst von Poul Dalsager, der EG-Landwirtschaftskommissar geworden war, das Amt des Fischereiministers (Fiskeriminister) und behielt das Amt bis zum Ende von Jørgensens Amtszeit am 10. September 1982.
Bei den Wahlen vom 10. Mai 1988 wurde Hjortnæs im Wahlkreis Aarhus IV wieder als Mitglied in den Folketing gewählt, dem er nunmehr bis zu den Wahlen am 21. September 1994 angehörte.
Nach seinem Ausscheiden aus dem Folketing war er von 1994 bis 2001 als Lehrer an der Volkshochschule in Roskilde sowie zwischen 1994 und 2007 Mitglied des Vorstandes von HMK Holding A/S.

## Veröffentlichungen
- 20 år efter - et spil om magt, 1992
- Socialdemokrater under pres, 2006